# Municipio de Beech Creek (Arkansas)
El municipio de Beech Creek (en inglés: Beech Creek Township) es un municipio ubicado en el condado de Ashley en el estado estadounidense de Arkansas. En el año 2010 tenía una población de 46 habitantes y una densidad poblacional de 0,54 personas por km².

## Geografía
El municipio de Beech Creek se encuentra ubicado en las coordenadas 33°8′46″N 91°38′39″O / 33.14611, -91.64417. Según la Oficina del Censo de los Estados Unidos, el municipio tiene una superficie total de 85.9 km², de la cual 85,9 km² corresponden a tierra firme y (0 %) 0 km² es agua.

## Demografía
Según el censo de 2010, había 46 personas residiendo en el municipio de Beech Creek. La densidad de población era de 0,54 hab./km². De los 46 habitantes, el municipio de Beech Creek estaba compuesto por el 100 % blancos. Del total de la población el 0 % eran hispanos o latinos de cualquier raza.